# Lepidoscia magnifica
Lepidoscia magnifica är en fjärilsart som beskrevs av Edward Meyrick 1893. Lepidoscia magnifica ingår i släktet Lepidoscia och familjen säckspinnare. Inga underarter finns listade i Catalogue of Life.